# Katharina von Kellenbach
Katharina von Kellenbach (* 18. Mai 1960) ist eine deutsche evangelische Theologin.

## Leben
Katharina von Kellenbach studierte Theologie an der Kirchlichen Hochschule Berlin und an der Universität Göttingen. Sie erwarb 1990 den PhD an der Temple University in Philadelphia. Sie war Professorin für Religious Studies am St. Mary’s College of Maryland in  St. Mary’s City, Maryland. Vom Oktober 2018 bis zum Juli 2019 leitete sie mit Matthias Buschmeier eine Forschungsgruppe am Bielefelder Zentrum für interdisziplinäre Forschung (ZiF) zum Thema „Felix Culpa: Zur kulturellen Produktivität der Schuld“. Anschließend war sie bis 2020 Gastprofessorin für Christlich-jüdische Beziehungen am Boston College in Boston. Von 2020 bis 2024 arbeitete sie an der Evangelischen Akademie zu Berlin als Referentin für das Projekt „Bildstörungen: Elemente einer antisemitismuskritischen pädagogischen und theologischen Praxis“. 2024 wurde ihr zusammen mit Carlotta Israel der „Dorothee-Sölle-Preis für Aufrechten Gang“ verliehen.
Ihre Forschungsschwerpunkte sind feministische Theologie, jüdisch-christliche Beziehungen und Holocaust-Studien.

## Schriften (Auswahl)
- Anti-Judaism in feminist religious writings (= American Academy of Religion cultural criticism series. Nr. 1). Scholars Press, Atlanta, GA 1994, ISBN 0-7885-0043-0 (eingeschränkte Vorschau in der Google-Buchsuche).
- Schuld und Vergebung. Zur deutschen Praxis christlicher Vergebung. In: Björn Krondorfer, Katharina von Kellenbach, Norbert Reck: Mit Blick auf die Täter. Fragen an die deutsche Theologie nach 1945. Gütersloher Verlagshaus, Gütersloh 2006, ISBN 3-579-05227-6, S. 227–312 (eingeschränkte Vorschau in der Google-Buchsuche).
- The mark of Cain. Guilt and denial in the post-war lives of Nazi perpetrators. Oxford University Press, Oxford/New York 2013, ISBN 978-0-19-993745-5 (eingeschränkte Vorschau in der Google-Buchsuche).
- Theologische Rede von Schuld und Vergebung als Täterschutz. In: Katharina von Kellenbach, Björn Krondorfer, Norbert Reck (Hrsg.): Von Gott reden im Land der Täter. Theologische Stimmen der dritten Generation seit der Shoah. Sonderausgabe. Wissenschaftliche Buchgesellschaft, Darmstadt 2015, ISBN 978-3-534-26529-9, S. 46–67.